# Eois jifia
Eois jifia är en fjärilsart som beskrevs av Paul Dognin 1899. Eois jifia ingår i släktet Eois och familjen mätare. Inga underarter finns listade i Catalogue of Life.